# Robert H. McKim
Robert Horton McKim (* 24. September 1926; † 17. Juli 2022 in Santa Cruz, Kalifornien) war ein amerikanischer Professor für Maschinenbau an der Stanford University. McKim gilt als Produktdesigner mit seinem Konzept des Visual Thinkings als Vorreiter der Innovationsmethode Design Thinking.

## Wirken und Schaffen
Robert McKim erhielt 1948 einen Bachelor of Science in Engineering an der Stanford-Universität. 1958 schloss er einen zweiten Bachelor in Industrial Design am Pratt Institute in New York City ab. John E. Arnold, ein Stanforder Professor, der Kreativität und Design zusammenbrachte, holte ihn als Lecturer nach Stanford. Dort gründete McKim zusammen mit Matt Kahn 1958 das interdisziplinäre Stanforder Product Design Program. Er setzte Arnolds Ideen zur Entstehung eines Designs als Folge einer kreativen Idee fort, indem er das Bauen von Visualisierungen und Prototypen förderte. Dabei ging es ihm darum, mithilfe des Prototyps einen vom Nutzer selbst noch nicht formulierbaren Nutzen zu erkennen und zu erfüllen.
Obwohl McKim keinen Doktortitel hatte, wurde er Professor für Maschinenbau in Stanford. In dieser Zeit designte er für zwei Start-Ups aus dem Silicon Valley, Oxford Labs und Chemetrics Corporation, Produkte und erhielt Beteiligung an ihren Firmen. 1972 erschien sein erstes Buch „Experiences in Visual Thinking“, das als wegweisend für die Entwicklung der Design Thinking Methode gilt. McKim beschreibt darin bereits praktische Methoden, die heutzutage im Design Thinking angewendet werden.
1998 zog Robert McKim nach Santa Cruz zurück und war als Künstler, Bildhauer und passionierter Tubist tätig. Seit 2016 gibt es an der Stanford-Universität einen nach ihm benannten Preis, den Robert H. McKim Product Design Achievement Award. Sein Kurs zu Product Design wurde nach seiner Emeritierung von David Kelley, einem der Gründer von IDEO und dem Hasso Plattner Institute of Design, fortgesetzt.

## Publikationen
- Experiences in Visual Thinking, 1972, ISBN 978-0-8185-0411-2.
- Thinking Visually: A Strategy Manual For Problem Solving, ISBN 978-0-534-97978-2.